# Жоффруа II де Шарни
Жоффруа II де Шарни (фр. Geoffroi II de Charny; ум. 22 мая 1398), сеньор де Лире, Савуази и Монфор — французский государственный и военный деятель, участник Столетней войны.

## Биография
Сын Жоффруа I де Шарни, сеньора де Лире, и Жанны де Вержи. Последний мужской представитель дома де Шарни.
Ко времени гибели своего отца в битве при Пуатье был несовершеннолетним. Поступил на службу в 1362 году в войска графа де Танкарвиля, наместника в Шампани, Бургундии и Лангедоке. Два года спустя перешел на службу к герцогу Бургундскому, отправился в Нормандию в составе роты графа де Даммартена. Принимал участие в нескольких секретных акциях, в том числе в 1370 году.
31 января 1370 присутствовал на смотре в Шалоне с двумя оруженосцами своей роты, находившейся на службе в войсках герцога Бургундского в Гаскони. 10 февраля дал расписку в получении 200 франков на расходы.
13 января 1375 впервые упоминается в качестве бальи земли Ко, в связи с конфликтом с бальи Монвиллера. Через три года служил в Нормандии в роте Ги де Латремуя с двумя рыцарями и 11 оруженосцами, которых принял под командование в Монтебуре 17 ноября 1378. В следующем году Жоффруа было поручено проведение смотров военнослужащих.
В октябре 1381 служил под командованием адмирала де Вьена, и после возвращения короля во Фландрию для осады Бурбура присоединился к нему с четырьмя рыцарями и 46 оруженосцами, полученными в Шалоне 27 июля 1383.
2 сентября 1386 находился в Труа с восемью рыцарями и 56 оруженосцами; участвовал в военной экспедиции в Шотландию против англичан.
25 июля 1387 снова фигурирует в должности бальи Ко в квитанции о получении в Дьепе 20 франков для поездки в Испанию, где он участвовал в военных действиях против Гранады.
В 1388 году назначен бальи Манта, 11 февраля принес присягу. В 1390 году вместе с Жаном де Вьеном участвовал в крестоносной экспедиции против Махдии. 25 июля 1392 получил в Ле-Мане шесть оруженосцев роты герцога Бургундского для участия в поездке короля в Бретань. 24 января того же года Карл VI выдал Шарни 3287 ливров в качестве жалования ему и жандармам, которые находились под командованием Шарни во время операций адмирала де Вьена в Шотландии и Англии.
Умер 22 мая 1398, согласно эпитафии в часовне, находящейся слева от церкви аббатства Фруамон.
Был пожалован графом Савойским в рыцари ордена Аннунциаты.
Между 1357 и 1370 годами принадлежавшая семье де Шарни реликвия, впоследствии известная как Туринская плащаница, была впервые выставлена для поклонения в часовне в Лире, основанной Жоффруа I. Ввиду большого стечения паломников и обильных пожертвований епископ Труа Жан де Пуатье собрал совет богословов для решения вопроса о подлинности новоявленной реликвии, и специалисты заявили, что никто из евангелистов не утверждает, что на саване, в который Иосиф Аримафейский облек тело Иисуса Христа, отпечатался лик Спасителя. Демонстрацию сомнительного предмета перед широкой публикой объяснили алчностью декана капитула, и епископ потребовал изъять плащаницу, которая была возвращена владельцу.
После смерти епископа, избрания авиньонским папой Климента VII и второго брака своей матери с племянником нового понтифика Эмоном Женевским, Жоффруа II воспользовался ситуацией и обратился к Клименту с просьбой отменить интердикт на демонстрацию реликвии. 28 июля / 3 августа папа направил ответ Жоффруа, и это письмо является первым сохранившимся документом, в котором идет речь о Туринской плащанице. Климент из политических соображений отменил запрет на демонстрацию, но подлинность реликвии осталась под вопросом.
Узнав о происходящем, Карл VI 4 августа 1389 приказал бальи Труа изъять плащаницу и поместить ее под королевскую охрану, что привело к конфликту, так как капитул Лире принес жалобу в Авиньон на королевское насилие. В результате Жоффруа удалось добиться от папы разрешения хранить реликвию в коллегиальной церкви Лире, а от короля — права ее публичной демонстрации.

## Семья
Жена: Маргарита де Пуатье, дочь Шарля де Пуатье, сеньора де Сен-Валье, и Симоны де Мери, племянница епископа Труа Анри де Пуатье
Дети:
- Маргарита де Шарни (ум. 7.10.1460), дама де Монфор, Лире, Савуази. Муж 1) (1400): Жан де Бофремон (ум. 1415), погиб в битве при Азенкуре; 2) (ок. 1415): Эмбер де Виллер-Сессель, граф де Ла-Рош.

В 1453 году герцог Савойский передал Маргарите узуфрукт с земли Миребель, а она 24 октября 1455 отдала в дар своему кузену Антуану-Герри дез Эссару сеньории Россе, Линьи-ле-Шатель в Тоннеруа и то, чем она владела в Рисе, и 20 апреля 1460 передала ему землю Лире. По завещанию, составленному в том же году, бездетная Маргарита назначила своим наследником Гийома де Руссильона, сеньора де Бушажа.